# コアラ課長
『コアラ課長』（コアラかちょう）は、2005年に製作された日本のコメディ映画。公開は2006年1月14日。上映時間は86分。2005年、ハワイ国際映画祭特別招待作品やドイツ・シネアジア映画祭特別招待作品等に選ばれている。

## スタッフ
- 監督：河崎実
- 脚本：河崎実、右田昌万
- 撮影：長野泰隆
- 音楽：石井雅子
- 配給：トルネード・フィルム
- 宣伝：ミラクルヴォイス
- 製作：『コアラ課長』製作委員会（クロックワークス、エイベックス・エンタテインメント、ローソンチケット、IMAGICA、ツイン、博報堂DYメディアパートナーズ、カルチュア・パブリッシャーズ、スカパー・ウェルシンク、リバートップ、トルネード・フィルム）

## テーマ曲
- 主題歌：『がんばれ! コアラ課長』（歌：GO）
- エンディングテーマ：『Callin'～僕を呼ぶ声～』（歌：嘉陽愛子）

## DVD
- 2006年6月23日、avex trax、AVBC-22752